# Sites des hominidés fossiles d'Afrique du Sud
Les sites des hominidés fossiles d’Afrique du Sud, connus aussi sous le surnom de « berceau de l'humanité », furent classés au Patrimoine mondial en 1999 par l'UNESCO. Situés à environ 30 km au nord-ouest de Johannesburg, dans la province de Gauteng en Afrique du Sud, ils s'étendent sur environ 47 000 ha.
On y trouve de nombreuses grottes de calcaire où l'on a découvert de très nombreux fossiles d'hominines, les plus connues étant celles de Sterkfontein et de Swartkrans. Parmi les découvertes les plus notables, on peut citer le spécimen d'Australopithecus africanus, Mrs. Ples, trouvé en 1947, et les nombreux fossiles d'Homo naledi, trouvés en 2013-2014.

## Histoire

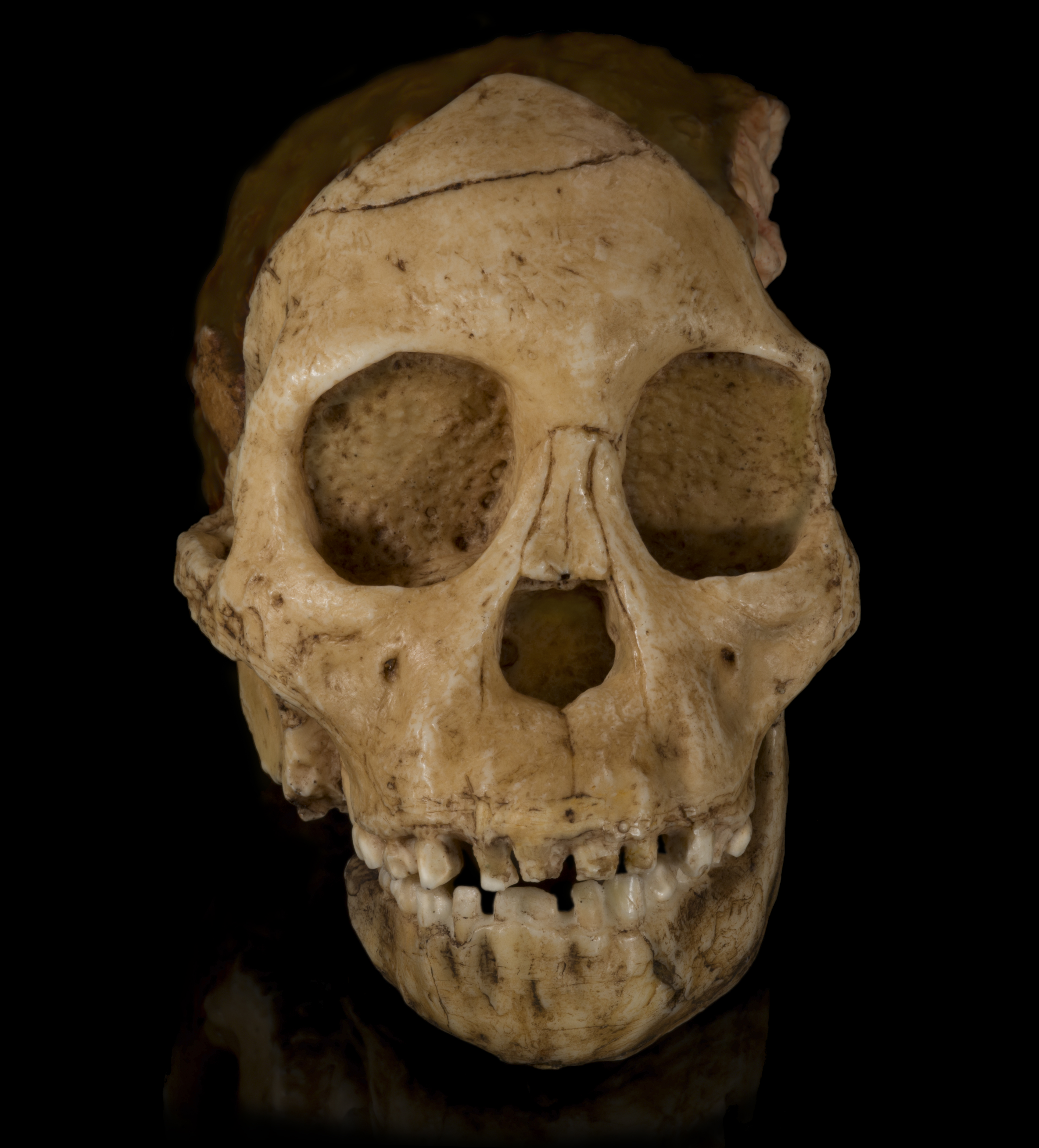
L'« enfant de Taung », un crâne d'Australopithecus africanus (moulage)

En 1935, Robert Broom trouve les premiers restes d'hominines sur le site de Sterkfontein, où il poursuit ses travaux. En 1938, l'écolier Gert Terblanche découvre à Kromdraai un fragment de crâne, attribué plus tard à Paranthropus robustus. Toujours en 1938, une dent d'hominine est retrouvée à la grotte de Cooper, entre Kromdraai et Sterkfontein.
En 1948, l'expédition américaine de Camp-Peabody travaille à la ferme Bolt et à la grotte de Gladysvale, recherchant des fossiles d'hominines, sans succès. La même année, Robert Broom identifie les premiers restes d'hominines de la grotte de Swartkrans. En 1954, Charles Kimberlin Brain commence ses travaux sur des sites de la même région, dont celui de Coopers. Il travaille à la grotte de Swartkrans pendant trois décennies et collecte une grande quantité de restes d'hominines. Des indices de maitrise du feu dateraient d'au moins un million d'années.
En 1966, Phillip Tobias commence à Sterkfontein des recherches qui se poursuivent de nos jours.
En 1991, Lee Rogers Berger découvre le premier spécimen d'hominine sur le site de Gladysvale, devenu ainsi le premier nouveau site fossilifère depuis 1948 en Afrique du Sud. En 1994, André W. Keyser découvre des restes d'hominines à Drimolen. En 1997, Kevin Kuykendall et Colin Menter, de l'université du Witwatersrand, découvrent deux fossiles de dents sur le site de Gondolin. La même année, le squelette presque complet de Little Foot est découvert par Ronald J. Clarke. En 2001, Steve Churchill, de l'université Duke, et Lee Berger découvrent des restes à Plovers Lake (en). La même année, on découvre des restes d'hominines et d'outils en pierre à Coopers. En 2010, Lee Berger découvre deux restes partiels d'Australopithecus sediba sur le site de Malapa.

## Sites

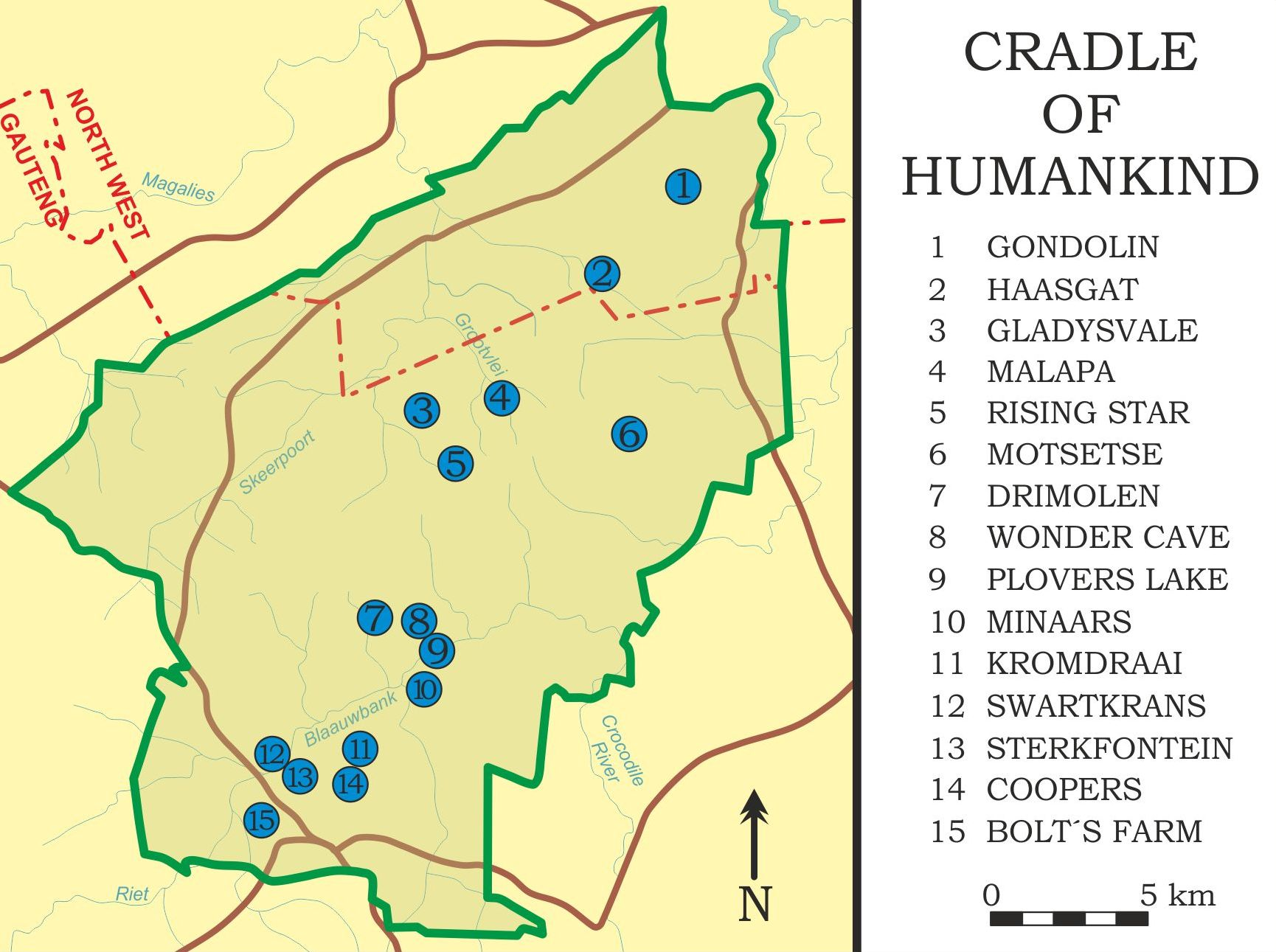
Localisation des principaux sites.

Il y a plus de trente grottes fossilifères reconnues sur l'ensemble des sites du « berceau de l'humanité ».
Voici une liste des plus importantes :
- Ferme Bolt
- Grotte de Cooper
- Drimolen
- Grotte de Gladysvale
- Gondolin
- Haasgat
- Kromdraai
- Malapa
- Wonder Cave
- Grotte de Minaars
- Motsetsi
- Plovers Lake (en)
- Grottes de Rising Star
- Sterkfontein
- Swartkrans